# Zanthoxylum khasianum
Zanthoxylum khasianum är en vinruteväxtart som beskrevs av Joseph Dalton Hooker. Zanthoxylum khasianum ingår i släktet Zanthoxylum och familjen vinruteväxter. Inga underarter finns listade i Catalogue of Life.